# أنجيليكا طاهر
أنجيليكا روبليفسكا طاهر (الأوكرانية: Анжеліка Рублевська Тахір ، من مواليد 5 يناير 1994) عارضة أزياء باكستانية أوكرانية وممثلة لوليوود. كانت الفائزة في مسابقة ملكة جمال باكستان 2015 ، وأُرسلت إلى ملكة جمال الأرض 2016 لتمثيل باكستان. في عام 2016 ، دخلت صناعة السينما الباكستانية. منها الظهور في دور «عائشة» في فيلم نا باند نا باراتي عام 2018